# استان حسکه
استان حَسَکه (به سریانی: ܗܘܦܪܟܝܐ ܕܚܣܟܗ، به کردی: پاریزگای حه‌سه‌که) یکی از استان‌های کشور سوریه و بزرگ‌ترین قسمت   سوریه در شمال‌شرقی این کشور است. شهر حسکه مرکز استان  حسکه است و شهرهای قامشلی، دیرک، سری کانی ، عمودا ،تل تمر از مهم‌ترین شهرهای این استان هستند. شهرهای دیرک (مالکیه) و گرگی‌لگی از شهرهای غالباً کردنشین استان حسکه هستند که از سوی شورای عالی کردهای سوریه اداره می‌شوند.

## جغرافیا
رود دجله از ترکیه وارد این استان شده و از آنجا به کشور عراق جاری می‌شود.
این استان دارای طبیعتی بسیار زیبا و کشتزارهای حاصلخیز در قیاس با دیگر استان‌های سوریه می‌باشد.

## جمعیت
جمعیت این استان (سال ۲۰۰۵) حدود ۱٬۲۰۴٬۴۲۷ نفر می‌باشد.
ساکنان این استان شامل کردها، عرب ها ، آشوری‌ها (سریانی‌ها) همراه با اقلیتی از ارامنه می‌باشند. قسمت کوچکی از این استان در مرز ترکیه و عراق، همواره میدان تنش میان کردها و حکومت سوریه بوده‌است.
بیشتر ساکنان این استان سنی مذهب هستند و اقلیتی مسیحی در آن زندگی میکنند.

## اقتصاد
بخش عمدهٔ نفت سوریه در استان حسکه تولید می‌شود.

## شهرها
از شهرهای مهم این استان می‌توان به قامشلی و حسکه اشاره کرد.
همچنین شهر نفت‌خیز شدادی در شرق شهر حسکه واقع شده‌است.